# Slochteren
Slochteren est un village dans la commune de Midden-Groningue et une ancienne commune néerlandaise, situé en province de Groningue. D'une superficie de 295,77 km2, Midden-Groningue compte environ 16 400 habitants, 2 285 pour le seul village de Slochteren (au 01-01-2023).
De 1963 à 2023 fut exploité un gisement de gaz naturel (méthane), surnommé Gaz de Groningue.